# Península d'O Morrazo

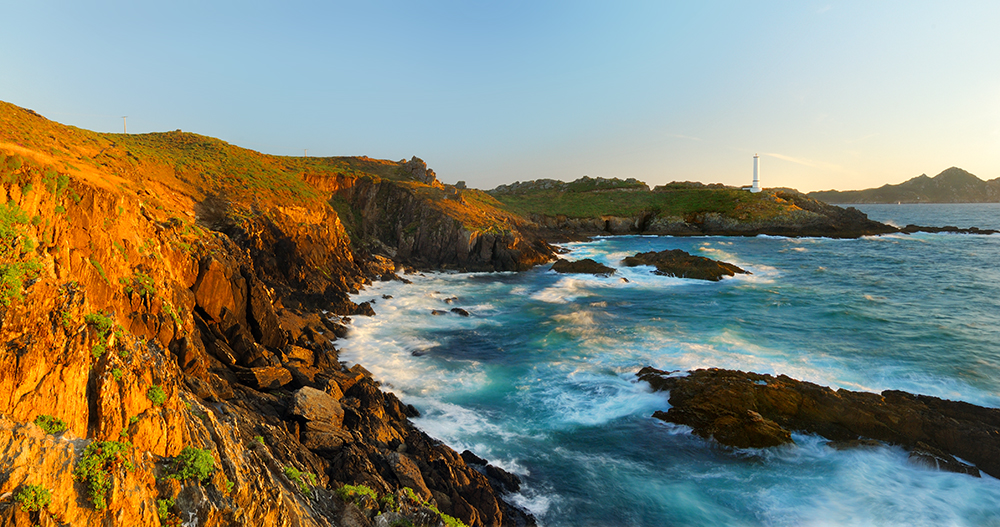
Far del Cabo Home, extrem occidental de la península.

O Morrazo és una península situada a l'oest de la província de Pontevedra, a la zona de les Rías Baixas gallegues. Té una longitud d'uns 40 km i una amplada de 10 km, i separa les ries de Pontevedra i Vigo.
La pesca i el turisme són les principals activitats econòmiques de la península. També cal destacar la pràctica d'esports com el rem i les traïnyes.

## Geografia
L'elevació del terreny que la forma es deu a l'enfonsament de les ries que separa. El seu istme va des de Pontevedra, al nord, a Ponte Sampaio al sud.
S'endinsa en l'oceà Atlàntic, amb el que limita per l'oest. Pel nord limita amb la ria de Pontevedra i pel sud amb la ria de Vigo. El seu punt més occidental és el Cabo Home, a poca distància de les illes Cíes. Una mica més al nord trobem la ria d'Aldán, que s'endinsa de nord a sud a la zona occidental de la península d'O Morrazo. La ria forma una petita subpenínsula, que acaba al Cabo Home i que conté la parròquia d'O Hío, al municipi de Cangas do Morrazo.
És una península formada per diverses valls, turons i badies. El seu punt més alt és la meseta d'A Chan da Carqueixa, de 628 metres, al Monte Xaxán. Diversos miradors com els de Cotorredondo, Monte do Faro, A Fraga, Agudelo, A Paralaia, A Magdalena, O Balcón do Rei, Varalonga, Liboreiro i Ermelo ofereixen panoràmiques de la zona.

## Municipis
La península està formada pels municipis de Cangas, Bueu, Marín i Moaña (que formen la comarca d'O Morrazo), i part dels de Pontevedra (parròquies de Lourizán i Salcedo) i Vilaboa (parròquies de San Adrián de Cobres, Santa Cristina de Cobres, Vilaboa i Figueirido). Cangas és la capital històrica i el municipi més poblat de la península.